# Diastracis elpenor
Diastracis elpenor är en insektsart som först beskrevs av Ronald Gordon Fennah 1957.  Diastracis elpenor ingår i släktet Diastracis och familjen Flatidae. Inga underarter finns listade i Catalogue of Life.